# Экстрасенс
Экстрасенс — человек, заявляющий, что обладает способностями к экстрасенсорному восприятию. Научно подтверждённых случаев существования таких людей нет.

## Описание
Экстрасенсы прибегают к методам театрального выступления и иллюзионизма, используя техники престидижитации (фокусов), холодного и горячего чтения, чтобы создать видимость обладания сверхъестественными способностями. Методы холодного чтения подразумевают использование экстрасенсами лести, неопределённых и двусмысленных высказываний о человеке и незаметный переход к другой теме, когда экстрасенс замечает, что слушатель не реагирует.
Люди, заявляющие, что являются экстрасенсами, часто используют подобные утверждения для получения дохода. Самым распространенным способом такой деятельности является оказание различных «услуг» населению («диагностика» заболеваний, «розыск» пропавших без вести людей, предсказание будущего и т. п.) Такую деятельность зачастую трудно отграничить от деятельности людей, рекламирующих себя как магов или колдунов. В некоторых случаях такие лица признаются виновными в мошенничестве.
Причины, почему люди выстраиваются в очереди на консультации к экстрасенсам, могут быть разными. Зачастую они сводятся к двум основным:
- Сомнения при принятии ответственных решений, способных изменить жизнь человека, будь то выход замуж или занятие бизнесом;
- Непонимание причин происходящего, например: почему муж ушёл к любовнице и как его вернуть.

Другим способом получения дохода людьми, которые заявляют, что являются экстрасенсами, являются выступления на публике (примером является Вольф Мессинг), в телепередачах (таких как Битва экстрасенсов). Иногда при таких выступлениях используется такое известное науке явление, как идеомоторика.
Существуют организации, посвящающие свою деятельность разоблачению экстрасенсов. Например, иллюзионист Джеймс Рэнди, известный разоблачитель паранормальных явлений и псевдонаучных теорий, основал просветительский фонд своего имени, предлагающий миллион американских долларов любому, продемонстрировавшему экстрасенсорные возможности в условиях строго поставленного эксперимента. Несмотря на многолетний призыв, и ежемесячные несколько десятков попыток, миллион пока никто не получил.

## Научные исследования
Впервые в широкой прессе термин «экстрасенс» стал известен после Тбилисского симпозиума по проблемам неосознаваемой психической деятельности в октябре 1979 года и связан он был с именем Джуны Давиташвили, выступившей с докладом на тему биополя. Экстрасенсов изучают ученые, чаще всего психофизиологи. В частности, в Институте мозга человека РАН им. Бехтеревой были проведены исследования лиц, приписывавших себе экстрасенсорные способности (например, Нинель Кулагина; впоследствии способности Н. Кулагиной были поставлены под сомнение журналом «Человек и закон», где она была названа шарлатанкой, она подала в суд и в январе 1988 народный суд принял решение, обязавшее редакцию поместить опровержение). Н. П. Бехтерева положительно отзывалась о болгарской ясновидящей Ванге.
В 1988 году Национальная академия наук США заявила, что «130 лет проводимых научных исследований не подтвердили существование парапсихологических явлений». Повторные исследования вновь не подтвердили существование экстрасенсорики, что относит её к псевдонауке.
В январе 2008 года опубликованы результаты исследования с использованием нейровизуализации. Для создания наиболее благоприятных экспериментальных условий исследование включало соответствующие эмоциональные стимулы и наблюдало участников эксперимента биологически или эмоционально близких друг другу, как, например, близнецы. Эксперимент преследовал цель подтвердить существование телепатии, ясновидения или заглядывания в прошлое. Несмотря на это, никаких различимых нейронных связей между психическими и не-психическими воздействиями не обнаружено. Учёные пришли к выводу, что «эти результаты являются самым убедительным из когда-либо полученных доказательством отсутствия паранормальных психических явлений».

## Отношение христианства
Православная церковь считает, что те способности, которыми обладают экстрасенсы (если они действительно ими обладают), даны им дьяволом. Поэтому своим прихожанам настоятельно не рекомендует обращаться к ним за помощью.
Священнослужитель Русской православной церкви, протоиерей Дмитрий Смирнов в одном из интервью заявил, что ни разу в своей жизни не встречал экстрасенса от Бога. 
«Я живу уже на свете давно и ни разу не встречал экстрасенса от Бога. Может быть, где-то они и есть. Где-нибудь на юге Африки, — говорит протоиерей Дмитрий Смирнов. — Но из тех людей, которые, как они говорят, обладают такими способностями от Бога, к сожалению, это не так. Это они сами себя выдают, и человек достаточно начитанный в духовной литературе, он легко в этом может убедиться. Поверьте на слово. Эту публику, чтобы сохранить свою душу в порядке, лучше избегать».
Говоря о чудесах, которые якобы окружают экстрасенсов, Дмитрий Смирнов задается вопросом: «может ли быть чудо от дьявола?» и отвечает, что «сколько угодно».
«Мы в Библии встречаем, как и бесноватые совершали чудеса и пророчества. Мы встречаем, как колдуны фараоновы творили всякие чудеса, — говорит протоиерей Дмитрий Смирнов. — Они же все были дьяволу поклонники. Боги язычников суть бесы. А чудеса всегда всем нравятся и тайны. Потому что человек, с тех пор как потерял Бога, когда ему было все открыто, все понятно, он стал очень такой любопытный. Поэтому дьявол этим пользуется и прельщает людей».
Некоторые святые Православной церкви при жизни высказывали своё негативное отношение к магам, колдунам и чародеям. Например, о них высказывалась святая блаженная Матрона Московская, давая наставления верующим. 
«Для того, кто вошел добровольно в союз с силой зла, занялся чародейством, выхода нет. Нельзя обращаться к бабкам, они одно вылечат, а душе повредят», — уверяла святая Матрона.

## Критика
Критики объясняют появление называющих себя экстрасенсами людей преднамеренным обманом или самообманом.
Масштабное и получившее большой отклик аудитории разоблачение проекта «Битва экстрасенсов» (а вместе с ним и других, не участвовавших в «Битве экстрасенсов» людей, но заявлявших себя, как экстрасенсы, медиумы, шаманы, биоэнергеты, космоэнергеты) представлено в документальном фильме Бориса Соболева «Идущие к чёрту», вышедшем на канале «Россия-1» в начале января 2019 года.
Суть популярной экстрасенсорики раскрыта в фильме «Аллея кошмаров» мексиканского режиссёра Гильермо Дель Торо.